# Páni z Talmberka
Talmberkové, či páni z Talmberka, Talenberka apod. (německy Talmberg, Thalenberg, či Tallenberg) byli starý český panský rod.

## Historie

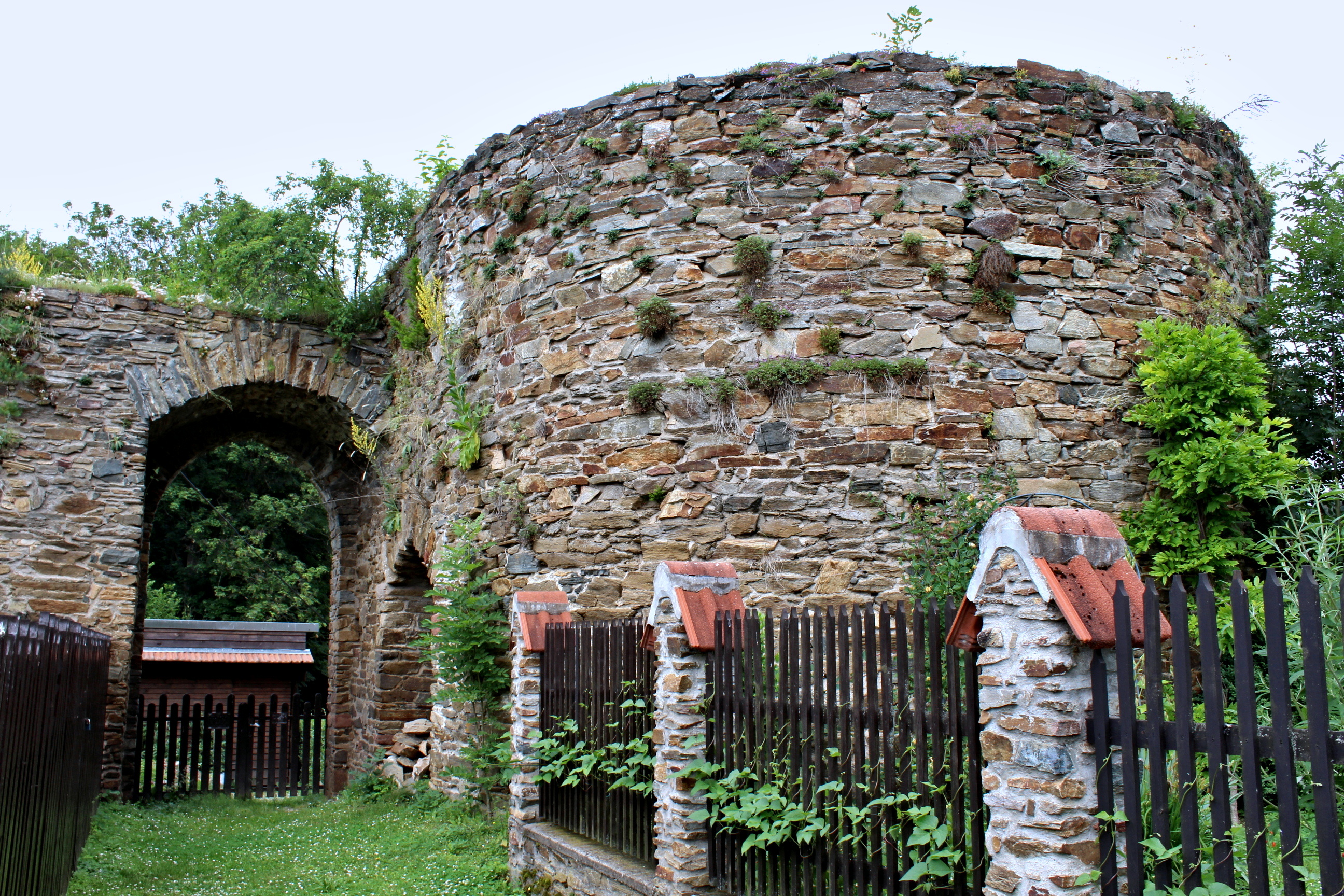
Zbytky věže hradu Talmberk

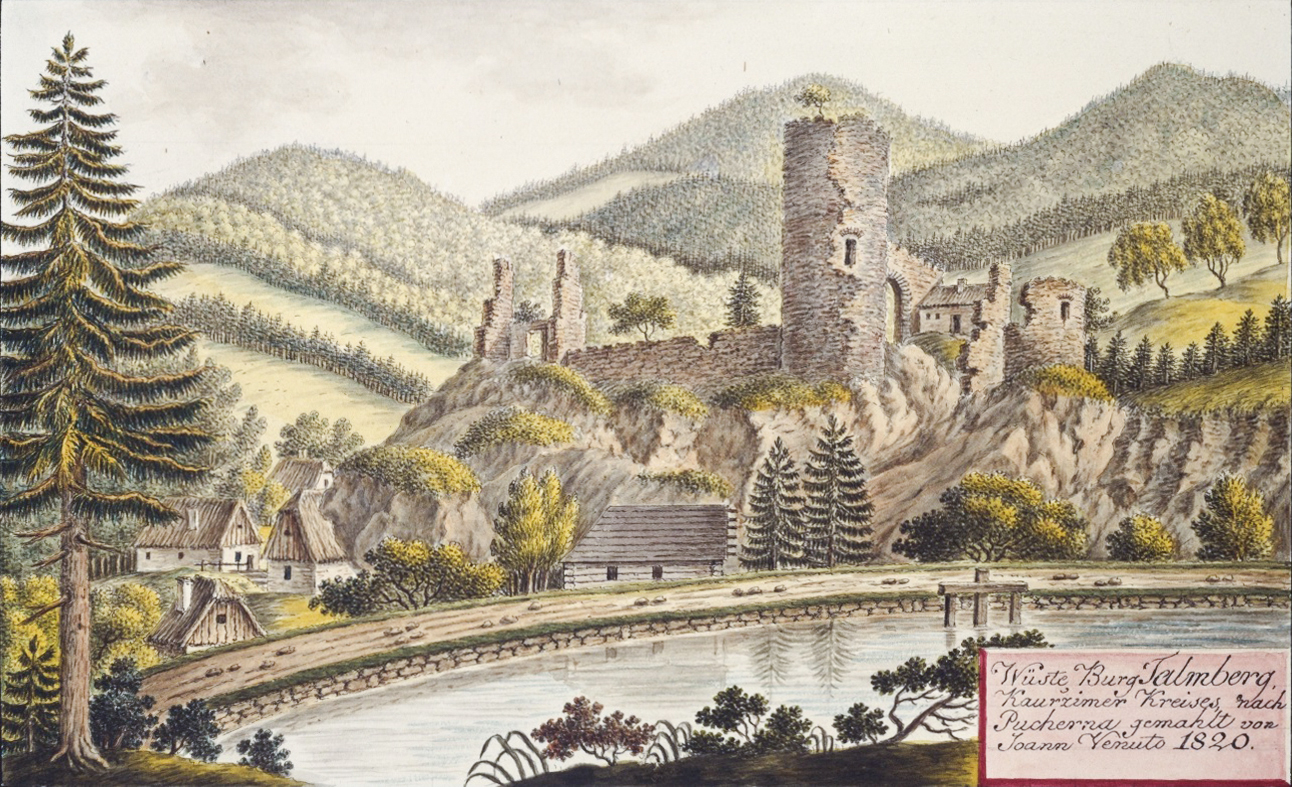
Opuštěný hrad Talmberk, autor Jan Antonín Venuto, rok 1820

Syn či synovec pražského purkrabího Hroznaty z Úžic, Vilém, držel v roce 1291 hrad Talmberk u Ratají na řece Sázavě. Jeho potomkům patřily Slatiňany, Miličín, statky na Čáslavsku i ve východních Čechách. Působili vícekrát jako sudí či purkrabí.
V době pohusitské zůstali katolíky a někteří zastávali významné církevní úřady. Pavel z Miličína a Talmberka byl v letech 1420 proboštem Metropolitní kapituly pražské a v letech 1434 až do své smrti v roce 1450 biskupem olomouckým.
Pavel Pouček z Talmberka byl rytířem kláštera Řádu křižovníků - Strážců Božího hrobu a v letech 1484-1496 zastával úřad administrátora pražského arcibiskupství.

### Větvení rodu
Koncem 16. století se rozdělili na dvě větve, smilkovskou a vlašimskou. Jan, který pocházel ze smilkovské linie, získal Prčici, působil jako zemský soudce a hejtman vltavského kraje. Jeho syn Vilém přikoupil k rodovému majetku Suchomasty a Vlčkovice. I on zastával funkci vltavského hejtmana. Koncem 17. století smilkovská větev vymřela.
Jiří († 1623), který pocházel z vlašimské větve, koupil Postupice, od roku 1618 vykonával post nejvyššího komorníka, zapojil se do stavovského povstání, díky přímluvě svého syna Bedřicha, který byl katolíkem, unikl potrestání. Bedřich z Talmberka († 1643) se po roce 1621 stal prezidentem apelačního soudu, zasedal v mimořádném soudu s některými vůdci stavovské rebelie, později působil jako nejvyšší sudí, komorník a hofmistr. Tohoto vlivu a postavení dosáhl také díky prozíravé půjčce císaři Ferdinandovi II. již v roce 1621, panovník tuto půjčku splatil menším množstvím statků.
Jan Maxmilián Sezima z Talmberka († 5. března 1693 v Arnoštovicích) od roku 1666 hofrychtéř a komorní rada. Byl ženatý s Johanou Františkou Vratislavovou z Mitrovic a podruhé s Maxmilianou Apolenou Měsíčkovou z Výškova. Vlastnil Talmberský kodex, v němž jsou obsaženy důležité právní listiny ze 14. století, korunovační řád Království českého či výpisy ze zemských desk. V současnosti je kodex uložen v Národním muzeu v Praze.
Vlašimská linie se rozdělila ještě do dvou odnoží. V roce 1735 zemřel Josef Václav z Talmberka, poslední mužský člen rodu. Pohřben byl u karmelitánů v kostele Panny Marie Vítězné na Malé Straně v Praze.

## Erb

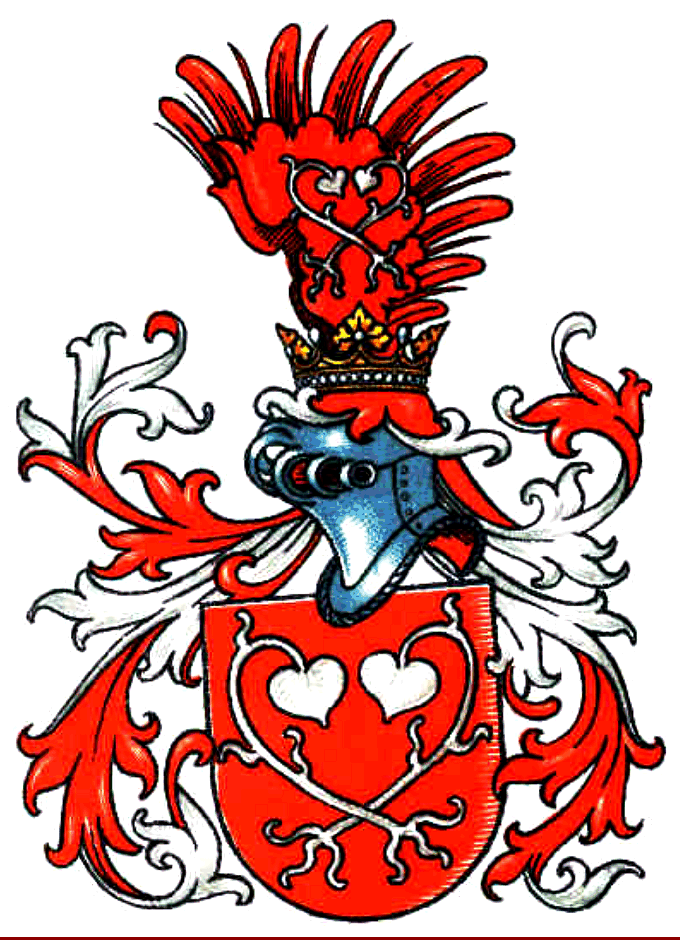
Rodový erb Talmberků, společný s dalšími rody

V červeném štítě nosí dva stříbrné leknínové listy. Toto znamení mají podobné s pány z Kounic, z Martinic a z Újezdce. Podle historika Františka Palackého se měly všechny tyto rody odštěpit od velkého rodu Kouniců, jeho domněnka nebyla dosud spolehlivě vyvrácena, ani potvrzena.

## Osobnosti rodu
- Hroznata z Úžic (konec 13. století), prapředek rodu, pražský purkrabí v letech 1284–1288, manžel dcery Záviše z Falkenštejna. Jeho syn nebo synovec vystavěl hrad Talmberk.
- Vilém z Talmberka a Miličína (13. století), zřejmě synovec Hroznaty z Úžic, první doložený předek rodu, přísedící moravského zemského soudu
- Milík z Talmberka († 28. března nebo 4. dubna 1214), pražský biskup jako Daniel II. v letech 1197–1214.[2]
  - Arnošt, syn Hroznaty z Úžic, byl praotcem Černčických z Kácova,[3] kteří se také zároveň jako první zvali „z Talmberka“.
  - Záviš, větev z Újezdce a z Kunic .
  - Vilém (snad syn/synovec Hroznaty z Úžic), zemský sudí, roku 1291 držel hrad Talmberk a Rataje (nad Sázavou) .

Linie byla poté přerušena. Později jsou zmiňováni bratři
- Diviš (zmiňován v letech 1316 až 1348)
  - Petr (zmiňován roku 1353)
- Nezamysl byl zmíněn v souvislosti se Sázavským klášterem.
- Pavel z Miličína a Talmberka († 1450), biskup olomoucký.
- Pavel Pouček z Talmberka (* před rokem 1460–1498), římskokatolický duchovní, rytíř Řádu křižovníků - Strážců Božího hrobu, administrátor pražské arcidiecéze v období sedisvakance.[4]
- Bedřich z Talmberka († 13. října 1643) prezident apelačního soudu po roce 1621, zasedal v mimořádném soudu s některými vůdci stavovské rebelie, nejvyšší sudí, komorník a hofmistr.[5]
- Jan František Kryštof z Talmberka (31.12.1644–3.4.1698), třetí biskup královéhradecký.[6]
- Rudolf František Ferdinand z Talmberka (asi 1645–1702), císařský komorník a kapitán jezdectva u dvora císaře Leopolda I.[7]

Podle novější, nedoložené verze rodokmenu jsou písemně doložené následující osoby: Ješek (1355–1374) a Vilém (1355–1382). Diviš z Talmberka (doložen v letech 1397 až 1414/1415) byl pánem na hradě Talmberku a purkrabí Pražského hradu, po něm následovali Oldřich (1417), syn Diviše a dědic Talmberka a Štěpán (doložen kolem roku 1444). Krom toho byli také bratři Prokop (doložen v letech 1417–1437) se syny Milotou, Závišem a Alešem (doložen v roce 1437). Bratři Prokopa (beze jmen potomků) byli Diviš (doložen v letech 1431–1455) a Hynek (doložen v letech 1437–1465), pán na Talmberku.
Vítek byl pánem na Slatiňanech, podílel se roku 1440 na čáslavském shromáždění a roku 1448 vtrhl do Prahy. Měl dva syny, Matouše a Vítka. Roku 1459 byl jistý Diviš z Talmberka jmenován královským maršálem, jeho sídlem byly rovněž Slatiňany. V následujícím období se rod rozdělil do několika dalších větví.

## Příbuzenstvo
Spojili se s Lobkovici, Trčky, Hrzány, Valdštejny, Španovskými z Lisova, Voračickými z Paběnic, či Žerotíny.